# Sandra G. Harding
Pour les articles homonymes, voir Harding.
Sandra G. Harding (ou Sandra Harding), née le 29 mars 1935 et morte le 5 mars 2025, est une philosophe et féministe américaine contemporaine.

## Biographie
Née aux États-Unis, elle a été « professeur d'études féministes et d'éducation à l'UCLA, University of California in Los Angeles » après avoir enseigné pendant une vingtaine d’années à l’université du Delaware. Elle est l'auteure de nombreux ouvrages d’épistémologie, d’études postcoloniales et de théorie féministe, avec des travaux relevant essentiellement de philosophie des sciences.
Elle a donné environ trois cents conférences dans des écoles ou des universités du monde entier, et ses écrits ont été traduits dans une douzaine de langues sous forme de livres ou repris en chapitre dans une centaine d’anthologies.

## Apports théoriques
Avec son concept d'objectivité forte, Sandra Harding a considérablement marqué la méthodologie des points de vue ou féminisme du point de vue, en partant d’une interrogation sur l’exclusion des femmes de tous les champs du savoir : 
« quels sont les présupposés et les mécanismes qui ont conduit les scientifiques mâles et les dirigeants politiques à décider que leurs propres opinions et leurs préoccupations à eux devaient définir les perspectives humaines en général ? »,
Selon Sandra Harding, l’objectivité ne peut s’atteindre qu’en considérant les subjectivités des chercheurs/ses. Il ne s’agit pas de considérer la science comme une myriade de subjectivités mais comme une objectivité produite par des subjectivités. Le point de vue de l'auteur/e est à prendre en compte. Cette conception remet en cause l’idée d'une science universelle et objective, au-delà de tous déterminismes socio-historiques. 
« Ici s’applique la première leçon des épistémologies du point de vue. Si les effets de la domination masculine ou du racisme endémique sont moins perceptibles pour ceux qui en sont protégés, ils sont au contraire bien visibles pour les victimes du harcèlement ou des contrôles au faciès. »
Constatant en outre que  la perte intellectuelle qui découle des bénéfices obtenus par les hommes en pratiquant la discrimination n'a jamais été démontrée de façon intellectuelle, elle estime qu'une science basée sur le genre est nécessaire dans tous les domaines où les femmes se sont vus attribuer des rôles différents à partir de justifications diverses fondées soit sur des raisons biologiques ou culturelles, car les femmes sont selon elles mieux placées pour l'observation des faits dans leur propre environnement. De plus, dans les sociétés où elles sont encharge d'activités spécifiques comme l'élevage ou l'entretien forestier, leur expérience leur permet de construire un savoir qui évolue en fonction des modifications de leur environnement de travail.
En d’autres termes,  Harding considère que les facteurs sociaux doivent être intégrés à la production du savoir pour en améliorer l'objectivité, en initiant un processus d'enquête en situation explicitement sociale à partir de l'expérience vécue des personnes traditionnellement exclue du champ de production du savoir, alors que la méthode scientifique occidentale prétend au contraire atteindre l'objectivité en excluant les facteurs sociaux du champ de la réflexion.
D’ailleurs, elle rappelle que même si les mouvements féministes et anti-racistes ont remis en cause la notion d'objectivité, en réalité c'est parce que ces derniers souhaitent davantage de comptes rendus objectifs dans les domaines de l'environnement, du fonctionnement des corps, des effets écologiques de l'industrialisation.
Elle est aussi à l'initiative de la théorie du point de vue.

## Publications

### Ouvrages
- The science question in feminism, Milton Keynes, Open University Press, 1986.
- Feminism and methodology: social science issues, Indiana University Press, 1987.
- Whose science ? Whose knowledge ? Thinking from women's lives, Cornell University Press, 1991.
- The feminist standpoint theory reader: intellectual and political controversies, Routledge, 2004.
- L’instabilité des catégories analytiques de la théorie féministe (janvier 1991) première et seconde parties sur le site de la revue Multitudes (accès payant).

### Articles
- 1990. "Starting Thought From Women's Lives: Eight Resources for Maximizing Objectivity," Journal of Social Philosophy 21(2-3), 140-49
- 1992. "After Eurocentrism? Challenges for the Philosophy of Science," PSA 1992 Vol. 2, 311–319
- 2009. "Postcolonial and Feminist Philosophies of Science and Technology," Postcolonial Studies, Vol. 12, No. 4, p. 410-429
- 2010. "Standpoint Methodologies and Epistemologies:  A Logic of Scientific Inquiry for People," World Social Science Report 2010, 173-5
- 2012. "Objectivity and Diversity," in Encyclopedia of Diversity in Education, ed. James Banks
- 2017. “Latin American Decolonial Studies: Feminist Issues,” Feminist Studies, Vol. 43, No. 3, 624-636